# Molière (Theaterpreis)/Beste Hauptdarstellerin
Molière: Beste Hauptdarstellerin (Meilleure comédienne)
Gewinner und Nominierte in der Kategorie Beste Hauptdarstellerin (Meilleure comédienne) seit der ersten Verleihung im Jahr 1987. Am erfolgreichsten in dieser Kategorie waren die Französinnen Suzanne Flon (1987 und 1995), Isabelle Carré (1999 und 2004), Judith Magre (2000 und 2006) und Dominique Blanc (1998 und 2010), die den Preis je zweimal gewinnen konnten. Die häufigsten Nominierungen, fünf, konnten Flon (zwischen 1987 und 2000), Isabelle Huppert (zwischen 1989 und 2005) und Anny Duperey (zwischen 1988 und 2010) auf sich vereinen, wobei die beiden Letztgenannten den Molière bisher nicht gewinnen konnten.

## 1980er Jahre
| Jahr | Preisträger   | Theaterstück                    | Nominierungen |
| 1987 | Suzanne Flon  | Léopold le bien aimé            | Nicole Garcia für Deux sur la balançoire Denise Grey für Harold et Maude Jeanne Moreau für Le Récit de la servante Zerline Dominique Valadié für Hedda Gabler |
| 1988 | Jeanne Moreau | Le Récit de la servante Zerline | Maria Casarès für Hécube Anny Duperey für Le Secret Macha Méril für L'Éloignement Delphine Seyrig für Un jardin en désordre                                   |
| 1989 | Maria Casarès | Hécube                          | Suzanne Flon für Une Absence Denise Gence für Les Chaises Catherine Hiegel für La Veillée Isabelle Huppert für Un mois à la campagne                          |

## 1990er Jahre
| Jahr | Preisträger        | Theaterstück                      | Nominierungen |
| 1990 | Denise Gence       | Avant la retraite                 | Jane Birkin für Quelque part dans cette vie Anny Duperey für Le Plaisir de rompre und Le Pain de ménage Danièle Lebrun für Faut pas tuer Maman! Sonia Vollereaux für Les Palmes de M. Schutz     |
| 1991 | Dominique Valadié  | La Dame de chez Maxim (Amandiers) | Marie-Anne Chazel für La Dame de chez Maxim's (Marigny) Tsilla Chelton für En conduisant Miss Daisy Nicole Garcia für Partage de midi Annie Girardot für Heldenplatz Sophie Marceau für Eurydice |
| 1992 | Ludmila Mikaël     | Célimène et le Cardinal           | Béatrice Agenin für C'était bien Suzanne Flon für L'Antichambre Anouk Grinberg für Le Temps et la Chambre Zabou Breitman für Cuisine et dépendances                                              |
| 1993 | Edwige Feuillère   | Edwige Feuillère en scène         | Fanny Ardant für L'Aide-mémoire Emmanuelle Béart für On ne badine pas avec l'amour Denise Gence für Oh les beaux jours Catherine Hiegel für La Serva amorosa Sophie Marceau für Pygmalion        |
| 1994 | Tsilla Chelton     | Les Chaises                       | Isabelle Huppert für Orlando Danièle Lebrun für La Fille à la trompette Coline Serreau für Quisaitout et Grobêta Caroline Sihol für Je m'appelais Marie-Antoinette                               |
| 1995 | Suzanne Flon       | La Chambre d'amis                 | Juliette Brac für Charcuterie fine Geneviève Casile für L'Allée du Roi Isabelle Huppert für Orlando Dominique Valadié für Espions et célibataires                                                |
| 1996 | Christiane Cohendy | Décadence                         | Anny Duperey für Un mari idéal Nicole Garcia für Scènes de la vie conjugale Ludmila Mikaël für Gertrud Geneviève Page für Colombe                                                                |
| 1997 | Myriam Boyer       | Qui a peur de Virginia Woolf?     | Fanny Ardant für Master class Tsilla Chelton für Le Mal de mère Sandrine Kiberlain für Le Roman de Lulu Danièle Lebrun für Célimène et le Cardinal                                               |
| 1998 | Dominique Blanc    | Une maison de poupée              | Béatrice Agenin für Qui a peur de Virginia Woolf? Geneviève Fontanel für Adam et Eve Ludmila Mikaël für Deux sur la balançoire Zabou Breitman für Skylight                                       |
| 1999 | Isabelle Carré     | Mademoiselle Else                 | Annick Blancheteau für Pour la galerie Caroline Cellier für Un tramway nommé désir Marilu Marini für Le Frigo und La Femme assise Christiana Réali für Duo violon seul                           |

## 2000er Jahre
| Jahr | Preisträger        | Theaterstück                         | Nominierungen |
| 2000 | Judith Magre       | Shirley                              | Marianne Basler für Trahisons Suzanne Flon für L'Amante anglaise Catherine Frot für Dîner entre amis Marie Laforêt für Master class                                                   |
| 2001 | Corinne Jaber      | Une bête sur la lune                 | Isabelle Adjani für La dame aux camélias Isabelle Huppert für Medée Ludmila Mikaël für Un trait de l'esprit Catherine Rich für L'Homme du hasard                                      |
| 2002 | Annie Girardot     | Madame Marguerite                    | Clémentine Célarié für Madame Sans Gêne Florence Pernel für La Boutique au coin de la rue Muriel Robin für La Griffe (A71) Caroline Sihol für Elvire                                  |
| 2003 | Danielle Darrieux  | Oscar et la dame rose                | Francine Bergé für Jeux de scène Dominique Blanc für Phèdre Anouk Grinberg für La Preuve Danièle Lebrun für Jeux de scène                                                             |
| 2004 | Isabelle Carré     | L'Hiver sous la table                | Micheline Dax für Miss Daisy et son chauffeur Isabelle Gélinas für L'amour est enfant de salaud Chantal Neuwirth für Portrait de famille Catherine Rich für Sénateur Fox              |
| 2005 | Christine Murillo  | Dis à ma fille que je pars en voyage | Myriam Boyer für Je viens d'un pays de neige Marianne Épin für Hannah K. Isabelle Huppert für Hedda Gabler Christiana Reali für La locandiera Caroline Silhol für Molly               |
| 2006 | Judith Magre       | Histoires d'hommes                   | Emmanuelle Devos für Créanciers Anny Duperey für Oscar et la dame rose Catherine Hiegel für Embrasser les ombres Catherine Samie für Oh les beaux jours Barbara Schultz für Pygmalion |
| 2007 | Martine Chevallier | Le Retour au désert                  | Isabelle Adjani für Maria Stuart Geneviève Casile für l’Eventail de Lady Windermere Catherine Frot für Si tu mourais... Isabelle Gélinas für Le Jardin                                |
| 2008 | Myriam Boyer       | La Vie devant soi                    | Marina Hands für Partage de midi Cristiana Reali für Good Canary Dominique Reymond für Le Pélican                                                                                     |
| 2009 | Anne Alvaro        | Gertrude (le cri)                    | Zabou Breitman für Des gens Marie Laforêt für Master class Christine Murillo für Vers toi terre promise Dominique Reymond für La Nuit de l’iguane Mélanie Thierry für Baby Doll       |

## 2010er Jahre
| Jahr | Preisträger      | Theaterstück | Nominierungen |
| 2010 | Dominique Blanc  | La Douleur   | Anny Duperey für Colombe Isabelle Gélinas für L'Illusion conjugale Anouk Grinberg für Les Fausses Confidences Norah Krief für La Dame de chez Maxim Hélène Vincent für Alexandra David-Néel, mon Tibet |
| 2011 | Catherine Hiegel | La Mère      | Valeria Bruni Tedeschi für Rêve d'automne Julie Depardieu für Nono Maaïke Jansen für Le Technicien Dominique Reymond für Les Chaises Hélène Vincent für La Célestine                                   |